# جبهه متحد انقلابی

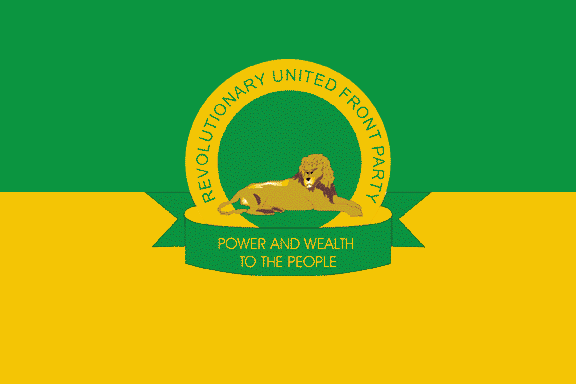
پرچم و آرم رسمی جبهه متحد انقلابی سیرالئون

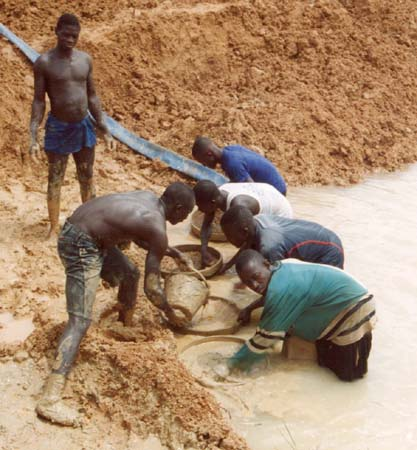
تجارت «الماس‌های خونین» در جنگ داخلی سیرالئون توسط گروه‌های شورشی و جنگ‌سالاران برای خرید سلاح به منظور ادامه جنگ، به بهای جان صدها هزار نفر تمام شد.

جبهه متحد انقلابی (به انگلیسی: Revolutionary United Front) یکی از رادیکال‌ترین گروه‌های نظامی درگیر در جنگ داخلی سیرالئون بین سال‌های ۱۹۹۱ تا ۲۰۰۲ میلادی بود.جبهه متحد انقلابی، یکی از رادیکال‌ترین گروه‌های نظامی درگیر در جنگ داخلی سیرالئون بود. این گروه مورد حمایت چارلز تیلور، رئیس‌جمهور وقت لیبریا قرار داشت. چارلز تیلور، از طریق فروش «الماس‌های خونین» به دست آمده از اردوگاه‌های کار اجباری، خرید اسلحه و تأمین نیاز تسلیحاتی جبهه متحد انقلابی سیرالئون را برعهده داشت. نیروهای این جبهه هزاران نفر را دچار نقض عضو کردند. مشخصه و امضای جبهه متحد انقلابی سیرالئون، «قطع دست و پای غیرنظامیان بود».

## جنگ داخلی سیرالئون
جنگ داخلی سیرالئون، بین سال‌های ۱۹۹۱ تا ۲۰۰۲ میلادی، حدود ۱۲۰ هزار کشته بر جای گذاشت کشته‌شدگان این جنگ‌ها، تنها نظامیان نبودند. ده‌ها هزار نفر از مردم عادی، نیز مورد تجاوز، قطع عضو، بردگی و ربوده‌شدن فرزندانشان برای شرکت در جنگ داخلی واقع شدند.
جبهه متحد انقلابی مورد حمایت چارلز تیلور، رئیس‌جمهور وقت لیبریا قرار داشت. چارلز تیلور، از طریق فروش «الماس‌های خونین» به دست آمده از اردوگاه‌های کار اجباری، خرید اسلحه و تأمین نیاز تسلیحاتی جبهه متحد انقلابی سیرالئون را برعهده داشت. نیروهای این جبهه هزاران نفر را دچار نقض عضو کردند. مشخصه و امضای جبهه متحد انقلابی سیرالئون، «قطع دست و پای غیرنظامیان بود».